# إرنست ويبر (أستاذ جامعي)
إرنست ويبر (بالإنجليزية: Ernst Weber)‏ (و. 1901 – 1996 م) هو أستاذ جامعي، ومهندس من الولايات المتحدة، والنمسا، ولد في فيينا، كان عضوًا في الأكاديمية الأمريكية للفنون والعلوم، والأكاديمية الوطنية للعلوم، توفي في كارولاينا الشمالية، عن عمر يناهز 95 عاماً.

## جوائز
حصل على جوائز منها:
- قلادة العلوم الوطنية (1987)
- ميدالية معهد مهندسي الكهرباء والإلكترونيات التعليمية [الإنجليزية]‏ (1960)
- زمالة الجمعية الأمريكية الفيزيائية